# 软物质
软物质是凝聚体的一个子领域，包括多种易受热应力和热涨落影响的物理状态。软物质包括液晶、胶体、高分子、泡沫、凝胶、颗粒物质和多种生物材料等。这些物质的共同特征是，其物理行为的能量与室温热能在同一数量级，量子行为一般不重要，熵效应是其性质的主要决定因素。
德热纳是软物质这一领域的开创者，被称为“软物质物理之父”。 他于1991年获得诺贝尔物理学奖，获奖理由是“发现研究简单系统中有序现象的方法可以被推广到比较复杂的物质形式，特别是推广到液晶和聚合物的研究中”

## 独特的物理性质
软物质的行为不能或很难从其原子或分子组分来预言。原因是软物质常通过自组织呈现为介观（纳米甚至微米尺度）物理结构，尺度远远大于微观尺度（原子或分子的空间排布），同时又远小于宏观尺度。软物质的介观结构上的性质和相互作用在很大程度上决定其宏观行为。

## 应用
软物质有着广泛的应用。可以用作结构和包装材料、胶黏剂、洗涤剂、化妆品、油漆、食品添加剂、润滑剂、燃油添加剂、橡胶等。许多生物材料（血液、肌肉、牛奶、酸奶等）也归类为软物质。液晶也是软物质中的一类，可以响应电场的变换，根据这一性质，液晶成为显示器的重要材料。